# Vicetia (Gattung)
Vicetia ist eine ausgestorbene Gattung der Kaurischnecken (Cypraeidae) aus der Unterfamilie der Gisortiinae. Die Gattung tritt mit mehreren Arten im Eozän der westlichen Tethys in Erscheinung und stellt mit Vicetia bizzottoi die größte bekannte Kaurischneckenart.

## Forschungsgeschichte
Die Erstbeschreibung der Typusart Vicetia hantkeni erfolgte 1878 durch Théodore Lefèvre unter der Bezeichnung Ovula hantkeni. Paul Oppenheim überführte die Art 1894 in die 1884 durch Félix Pierre Jousseaume aufgestellte Gattung Gisortia und Ramiro Fabiani etablierte 1905 für die Art eine eigene, zunächst noch monotypische Gattung Vicetia. Der Gattungsname entspricht der lateinischen Bezeichnung für die italienische Stadt Vicenza.
Später wurden dem Taxon weitere Formen zugeordnet, der Status von Vicetia blieb jedoch umstritten. Maurice Cossmann wertete Vicetia 1906 als Untergattung von Gisortia (Gisortia (Vicetia) spp.). Diesem Vorschlag folgten viele, wenn auch bei weitem nicht alle, späteren Autoren. Während Einige am Rang einer Gattung festhielten, wurde Vicetia noch im 21. Jahrhundert vereinzelt als Synonym von Gisortia angesehen. Anlässlich der Erstbeschreibung von Vicetia bizzottoi argumentierten die Autoren erneut dahingehend, dass ausreichend Merkmale vorhanden seien, um eine eigenständige Gattung Vicetia zu rechtfertigen, wobei sie auch auf eine kurz zuvor erschienene Arbeit von Jean-Michel Pacaud verweisen konnten.

## Merkmale
Die Gattung brachte durchwegs große bis riesenhafte Formen hervor. Vicetia bizzottoi konnte eine Gehäuselänge von bis zu 33,5 cm erreichen und gilt damit als die größte jemals existierende Kaurischneckenart. Die nahe verwandte Art Vicetia bellardii blieb mit Gehäuselängen von bis zu 28 cm etwas kleiner.
Das Gehäuse ist, wie bei allen Kaurischnecken, involut (die einzelnen Windungen überlappen sich vollständig), massig und weitgehend glatt. Vertreter der Gattung Vicetia unterscheiden sich von der nahe verwandten Gattung Gisortia durch die eher fassartige statt ovale Gehäuseform, zwei transversal über die dorsale Gehäuseseite verlaufende Rippen und die durchgehend schmale, leicht sinusförmige Mündung, die sich nicht, wie bei den Vertretern der Gattung Gisortia, anterior aufweitet.

## Arten
Im Rahmen der Erstbeschreibung von Vicetia bizzottoi unterschieden die Autoren fünf gültige Arten innerhalb der Gattung Vicetia.

### Vicetia bellardii(DeshayesinBellardi, 1852)
Die zeitliche Verbreitung von Vicetia bellardii (Synonyme: Ovula gigantea hoernesi, Gisortia vicetiana) beschränkt sich auf das Mitteleozän (Lutetium – Bartonium). Fossilfunde stammen aus dem Lutetium des Pariser Beckens sowie aus dem Bartonium von Val-d’Oise (Nordfrankreich), Alpes-Maritimes (Südfrankreich) und den südlichen Pyrenäen Spaniens. Die Art erreichte mit Gehäuselängen von bis zu 28 cm riesenhafte Ausmaße. Davon abgesehen unterscheidet sie sich von anderen Vertretern der Gattung Vicetia insbesondere durch die beiden deutlichen, weitgehend parallel verlaufenden Dorsalrippen und zwei deutlich abgesetzte, aber kurze und stumpfe laterale Fortsätze.

### Vicetia bizzottoiDominici,Fornasiero&Giusberti, 2020

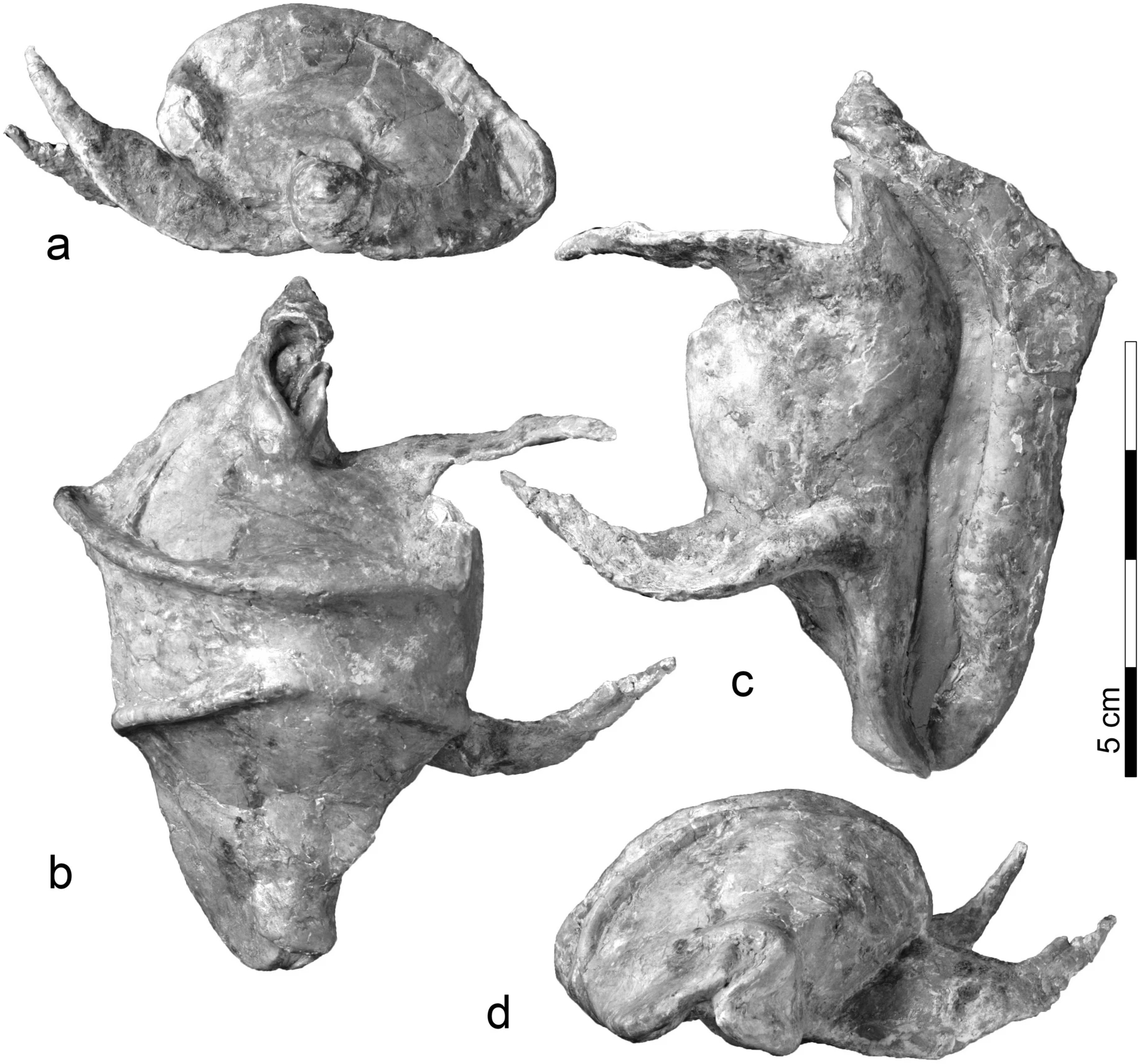
Vicetia bizzottoi (Holotypus MGP-PD 32314)

Diese Art ist bislang nur mit einem einzelnen Exemplar (Holotypus MGP-PD 32314) aus dem Obereozän (Priabonium) der Provinz Treviso in Italien nachgewiesen. Mit einer Gehäuselänge von 33,5 cm übertrifft die Art noch die Dimensionen von Vicetia bellardii. Die beiden Dorsalrippen verlaufen nicht parallel zueinander, sondern nähern sich gehäusemittig einander an. Wie bei Vicetia bellardii sind zwei laterale Fortsätze vorhanden; diese sind jedoch nicht kurz und stumpf, sondern lang, spitz zulaufend und dorsal aufgebogen.

### Vicetia gennevauxi(Doncieux, 1908)
Vicetia gennevauxi ist nur aus dem Untereozän (Ypresium) der Corbières im Süden Frankreichs bekannt. Diese Art ist der kleinste Vertreter der Gattung Vicetia, erreicht mit einer Gehäuselänge von rund 10 cm jedoch eine, für Kaurischnecken, dennoch beachtliche Größe. Die beiden Dorsalrippen sind nur schwach ausgebildet und Fortsätze wie bei Vicetia bellardii, Vicetia bizzottoi oder Vicetia hantkeni fehlen.

### Vicetia hantkeni(Lefèvre, 1878)
Die Typusart Vicetia hantkeni (Synonyme: Vicetia o’gormani, Vicetia douvillei) ist im Untereozän (Ypresium) von Venetien und Friaul-Julisch Venetien im Nordosten Italiens sowie dem Mitteleozän (Lutetium) Frankreichs bekannt. Typlokalität ist der Monte Postale als Teil der Fossillagerstätte Monte Bolca. Vicetia hantkeni bleibt mit einer maximalen Gehäuselänge von knapp 19 cm größenmäßig deutlich hinter Vicetia bellardii und Vicetia bizzottoi. Die beiden deutlich ausgebildeten Dorsalrippen verlaufen weitgehend parallel zueinander und liegen sehr weit auseinander. Es ist nur ein deutlich ausgeprägter Lateralfortsatz vorhanden.

### Vicetia jamesi(Vredenburg, 1927)
Vicetia jamesi wurde 1927 durch Ernest Watson Vredenburg aus dem Mitteleozän des Sindh im heutigen Pakistan erstmals beschrieben.

## Entwicklungslinie

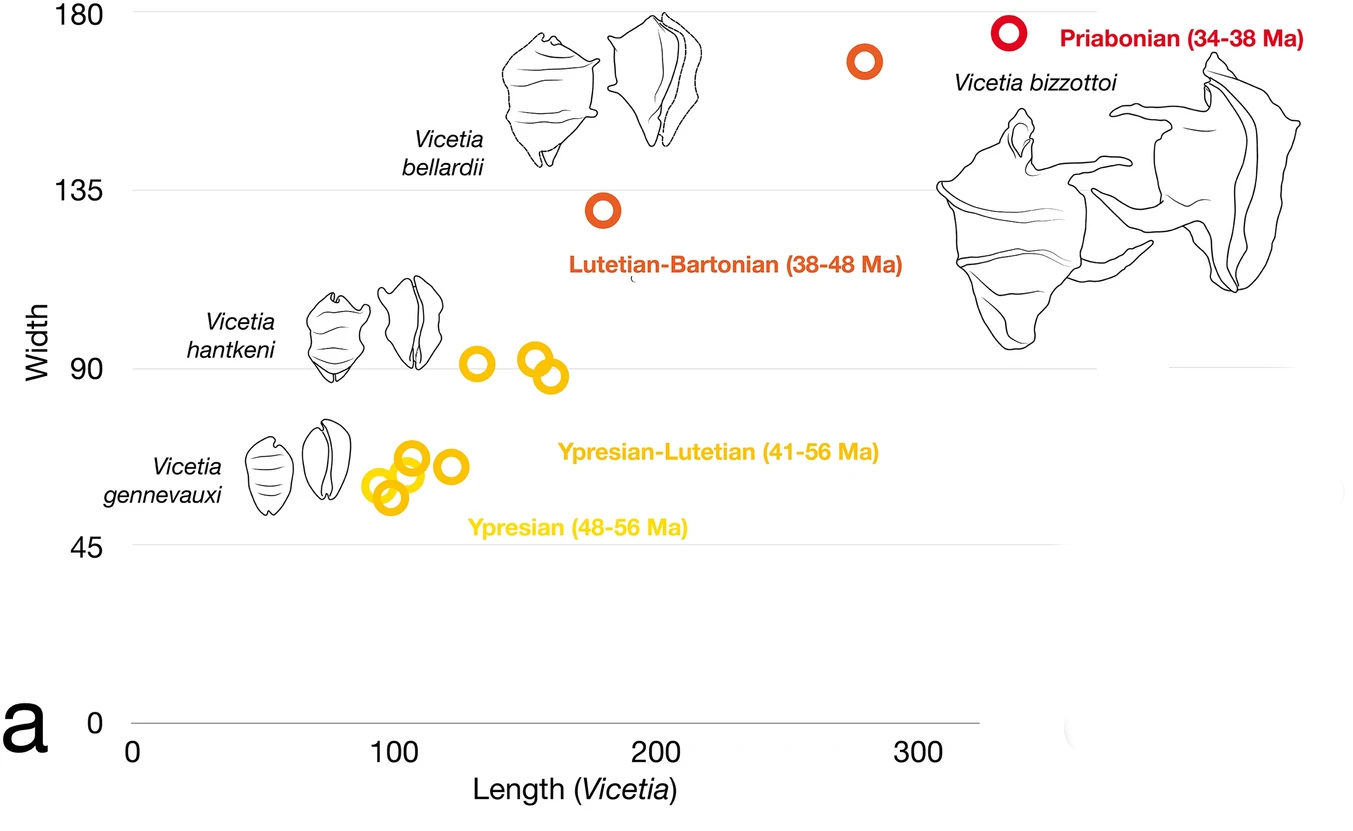
Zeitliche Abhängigkeit der Zunahme an Größe und Skulpturierung der europäischen Arten

Die europäischen Arten scheinen einzelne Stadien einer durchgehenden Entwicklungslinie von Vicetia gennevauxi über Vicetia hantkeni und Vicetia bellardii bis Vicetia bizzottoi zu repräsentieren. Der Evolutionstrend geht dabei stetig in Richtung immer größerer und stärker skulpturierter Gehäuseformen. Durch die nahe verwandte Gattung Gisortia wird mit Gisortia tuberculata und Gisortia coombii ein ähnlicher Trend im Unter- bis Mitteleozän Europas angedeutet.
Die Entwicklungslinie wird, analog zur Bergmannschen Regel, in Zusammenhang mit den nach Ende des Klimaoptimums im frühesten Eozän stetig abnehmenden globalen Temperaturen interpretiert. Sowohl Größenzunahme als auch stärkere Skulpturierung könnten eine Form der Heterochronie durch Peramorphose darstellen.
Das Aussterben der Gattung wird in Zusammenhang mit einem weiteren drastischen Temperatursturz an der Wende vom Eozän zum Oligozän gesehen. Dieser klimatische Einschnitt führte nicht nur zu einer Neugestaltung der europäischen Wirbeltierfauna („Grande Coupure“), sondern auch zu einem globalen Wechsel der Diversität der Kaurischnecken im Allgemeinen, mit dem weitgehenden Verschwinden basaler Formen und dem Auftreten zahlreicher weiter entwickelter Arten.

## Palökologie
Vertreter der Gattung Vicetia bevorzugten, ebenso wie andere großwüchsige Vertreter der Gisortiinae, als Lebensraum den offenen Schelf bis unteren Vorstrandbereich mit geringen Sedimentationsraten und Wassertiefen zwischen 30 und 50 m. Fossilien der Gattung werden häufig gemeinsam mit den Gehäusen anderer, sowohl herbivoren als auch carnivoren, Gastropoden, Großforaminiferen (Nummuliten, Alveolinen) und nicht koloniebildenden Einzelkorallen ohne Zooxanthellen gefunden. Sie ernährten sich möglicherweise, ähnlich wie die verwandte rezente Gattung Zoila, carnivor von Schwämmen und hätten damit in Nahrungskonkurrenz mit anderen gemeinsam auftretenden Gastropoden, wie etwa Vertretern der Columbellidae, gestanden. Für den Fall, dass sie sich doch herbivor, durch Abweiden von Algen, ernährt hätten, wäre eine Nahrungskonkurrenz mit Vertretern der Strombidae und anderen sehr großen Gastropoden vorhanden gewesen.